# Yesui
Yesui, död 1200-talet, var en av Djingis khans hustrur. 
Hon var dotter till en tatar-hövding, Yeke Cheren. Hon och hennes syster Yesugen tillfångatogs av Djingis khan sedan han dödat deras far. 